# Ciències polítiques
Les ciències polítiques tenen com a objecte l'estudi la política, incloent-hi els sistemes polítics, les organitzacions i els processos polítics. Abasta l'estudi de l'estructura (i els canvis d'aquesta estructura) i dels processos de govern - o qualsevol mena de sistema equivalent d'organització humana que mira d'assegurar seguretat, justícia i drets civils. L'expressió de ciències polítiques fou encunyada l'any 1880 per Herbert Baxter Adams (1850-1901), professor d'Història a la Universitat Johns Hopkins. La ciència política és, segons escrivia, la teoria i la pràctica de la política i la descripció i anàlisi dels sistemes polítics i del comportament polític.
Els científics, homes i dones, de les ciències polítiques poden estudiar institucions com és ara empreses, sindicats, esglésies o altres organitzacions l'estructura de les quals i processos tinguen influència sobre un govern, en complexitat i interconnexió.
Existix dins la ciència política tota una discussió sobre l'objecte d'estudi d'aquesta disciplina que, per als uns, és l'estat i, per alguns altres més, el poder. La primera posició restringix l'objecte d'estudi a la ciència política en quant a una definició més escurçada. La posició majoritària entre els politòlegs, homes i dones, segons en Maurice Duverger (1917-2014), és la visió més àmplia de la definició i que té com a objecte d'estudi la ciència política i el poder.
En tant que disciplina de les ciències socials, abraça diversos camps, com ara la teoria, la filosofia política, els sistemes polítics, alhora que mira de definir conceptes com ara ideologia, teoria dels jocs, etc. En aquest sentit també recorre a disciplines auxiliars com ara l'economia, la geopolítica, la geografia política, el dret, la religió, la lingüística, etc. Es diversifica i tot amb les relacions internacionals, la política comparada, etc.
Les ciències polítiques empren classes variades de metodologia. Els abordatges de la disciplina inclouen la filosofia política clàssica, l'estructuralisme, el racionalisme, el pluralisme, etc. En tant que ciència social, les ciències polítiques fan ús de mètodes i tècniques que poden aplegar una recerca qualitativa i quantitativa a partir de fonts primàries (ex.: documents històrics, registres oficials, etc) o secundàries (ex.: articles acadèmics o de premsa, estadístiques, estudis de casos, construcció de models, etc).
No contrastant que l'estudi de la política haja estat practicat des de bell antuvi a Occident com a mínim des de la Grècia antiga, així com a la Xina antiga, de la qual tenim tractats sobre política, les ciències polítiques enteses en un sentit contemporani, neixen immensament més avant, fet que la diferencia de la filosofia política, la política econòmica i històrica, entre altres més camps del coneixement, l'objecte d'estudi dels quals seria determinar normatives d'allò que és concep com a estat.
L'historiador i catedràtic estatunidenc Herbert Baxter Adams és considerat el pare d'aquest nou camp de recerca científica. L'any 1870 va publicar Johns Hopkins Studies in Historical and Political Science, la primera obra d'estudi a fer ús del concepte. Els experts, dones i homes, en ciències polítiques reben el nom de politòlegs.

## Definició

### Significat
La ciència política és una de les ciències anomenades toves atès que fa servir el mètode hermenèutic com a forma d'obtenció de coneixement. La disciplina és dins les ciències socials i com a tal estudia el comportament i la pràctica de la política a tot tipus de societat malgrat que és de costum a les societats industrialitzades occidentals focalitzar-se en els sistemes polítics de les mateixes.
Definir la ciència política planteja d'arribada una problemàtica evident que neix de la definició mateixa de política. En efecte, si ens preguntem sobre la política, trobaríem diverses definicions, segons el tipus de política, tal com deixa en evidència el sociòleg Alexis Lara Climent. Per això, el politòleg italià Noberto Bobbio proposa dues acceptacions, la primera en un sentit més ampli (ciències polítiques) i la segona en un sentit més estricte (ciència política).
- ciències polítiques: la primera abasta tots els estudis relacionats amb la política des de l'antiguitat fins hui, tot passant per filòsofs, teòrics, etc.
- ciència política: la segona abasta la política contemporània nascuda amb el corrent conductivista, és a dir, aquella que tracta la política a través de l'observació de les conductes dels actors polítics i dels ciutadans, dit d'una altra manera, és la política estudiada d'una vessant comportamental.

En l'actualitat aquesta doble definició tendeix a emprar-se molt menys a favor d'una definició unitària atès que la disciplina actual de les ciències polítiques estudia actualment les dues. Per tant, la definició de la ciència política es traduiria en l'estudi del comportament polític i de les activitats polítiques o pràctiques polítiques de l'ésser humà.
La definició de la ciència política en un sentit estricte s'associa a un estudi de les ciències polítiques de forma positiva perquè es vol diferenciar de la filosofia política o normativa, tal com l'estudiaria la ciència política dins un sentit molt més ampli.

### L'estudi de les ciències polítiques

#### Objecte d'estudi
Les ciències polítiques estudien allò que en termes més generals s'anomena cultura política.
És a dir, estudia, d'una banda, com es comporta l'ésser humà en tant que ésser polític. Això implica un estudi de les opinions de la població sobre la política portada a terme, els valors sobre els quals la població pren decisions, les actituds que adopta l'ésser humà en tant que ésser polític, etc (Agustí Bosch Gardella: 2011).
D'altra banda, comporta l'estudi de les problemàtiques polítiques, és a dir, comprendre per què existix la democràcia o la dictadura, què fa que les democràcies perdin terreny tot just iniciat el segle XXI, per què hi ha països on hi trobem un grau de corrupció menys elevat, etc. Per quins motius, després de tot, alguns estats troben algunes problemàtiques que no trobem altres o com és que els estats s'afronten.
Aquesta segona àrea d'estudi s'encarrega d'analitzar les relacions de poder que trobaríem en un conjunt social mentre que la primera es limita a donar-nos una anàlisi del col·lectiu humà. La segona, de fet, partix del principi que la societat es veu influenciada pel poder polític, manifestat mitjançant les interaccions humanes. Podríem posar-hi com a exemples il·lustratius la justícia, l'ordre, el canvi, la revolució, la participació política i qualsevol altre tipus de situació que hi vegi afectat l'existència potencial o real de dos actors socials amb intencions manifestades i intencionades.
Fet i fet, no en tindríem prou amb aquesta primera definició dels objectius d'estudi si no hi incloguérem l'estabilització i el canvi en política. En efecte, la política és de forma general estable i l'estudi porta sobre aquesta estabilitat, però, a la vegada, pot canviar de sistema i, llavors, les ciències polítiques estudien igualment els canvis, normalment ocorreguts per un mal feedback entre inputs i outputs (Agustí Bosch Gardella: 2011).

#### Metodologia
Les ciències polítiques fan ús del mètode científic hermenèutic per obtenir coneixement. El mètode científic hermenèutic exclou de partença l'experiència perquè resulta impossible aplicar un falsable experimental en coneixements de tipus històric. És hermenèutica en tant que proposa la traducció a un llenguatge comprensible del comportament i accions polítiques de l'ésser humà.
Així i tot, com l'economia, les ciències polítiques accepten estudis sociològics en tant que conclusions sorgides de l'experiència perquè, en efecte, hom pot prendre un grup reduït i representatiu de la població humana per mirar de treure'n un comportament modelitzador i, per tant, aplicable a tothom. Aquest procediment és propi a les ciències socials, així com la modelització mateixa, fet que separa de forma parcial les ciències polítiques dels mètodes totalment hermenèutics com ara disciplines d'història.
Per això en Giovanni Sartori distingeix quatre mètodes en ordre decreixent a les ciències polítiques (Sartori: 2002):
1. mètode experimental
2. mètode estadístic
3. mètode comparatiu
4. mètode històric

La modelització és hereua del bagatge experimental de les ciències de la matemàtica.

#### Disciplines de la ciència política
Les ciències polítiques necessiten recorre a diverses altres disciplines per estudiar l'activitat i el comportament polític, així com els diversos problemes que es deriven del col·lectiu humà polític. D'ací han nascut quatre grans disciplines que són les que conformen, totes juntes, les ciències polítiques.
- Teoria política: porta sobre diverses conceptes polítics, com ara el poder, la nació, l'estat, l'acció social, etc. Cerca fórmules, models interpretatius, interrogacions metòdiques, etc, sobre la realitat política
- Sociologia política: designa l'estudi dels actors de la vida política com ara els partits polítics, les institucions, les forces socials, etc
- Govern i polítiques públiques: es tracta d'un estudi del fet administratiu, la llargària de l'estudi en justificaria la seva concepció com a disciplina a banda
- Relacions Internacionals: és l'estudi de les relacions entre estats, així com amb i entre organitzacions no governamentals

Totes aquestes àrees d'estudi recorren a altres disciplines dites auxiliars com ara la història, l'economia, l'antropologia o el dret. Enumerem-les:
- antropologia
- economia
- geografia
- història
- psicologia
- sociologia
- teologia
- lingüística
- ciències formals
- ciències jurídiques
- ciències de la comunicació

### Utilitat
La utilitat de les ciències polítiques es basa en l'existència d'una disciplina que aconseguisca sistematitzar els processos, els moviments i les institucions polítiques, això voldria dir, els fenòmens polítics.
La voluntat és ajudar mitjançant instruments analítics i mètode científic a la comprensió dels sistemes polítics per tal de proporcionar un millor coneixement i especialització sobre els sistemes polítics.
Hauria de permetre, d'un punt de vista humanista, ajudar a aclarir als ciutadans la forma en com es vertebra la seva realitat política i com aquesta els influïx alhora que els torna agents socials. D'un punt de vista menys humanista, hauria de permetre als poders de comprendre millor la realitat política del seu voltant per influir-hi en tant que agent social.
Per tot això, les ciències polítiques esdevenen una ferrament força interessant per tal que el ciutadà puga comprendre conceptes no sempre gaire fàcils de captar:
| - Acció col·lectiva - Burocràcia - Comunicació política - Condecoracions i distincions - Discurs polític - Elit | - Estat - Govern - Lobby - Escenificació política - Sobirania - Subjecte Constituent - Autoritat - Legitimitat - Subjecte polític | - Institució - Mobilitzacions col·lectives - Partit polític - Polítiques públiques - Populisme - Poder polític - Ideologia | - Professionalització de la política - Règim polític - Ciències del govern - Socialització de la política - Vot, Sistema electoral (volatilitat electoral) |

#### Aplicacions professionals
Les ciències polítiques presenten diverses àrees d'aplicació professional, cosa que les torna en una disciplina multidisciplinària. Als països de parla francòfona, per exemple, les ciències polítiques acostumen a ser un requisit previ per poder-se formar en periodisme. Això revela del caire multidireccional de les ciències polítiques. Enumerem tot seguit algunes de les aplicacions professionals possibles:
- Màrqueting polític
- Investigació i docència
- Seguretat i defensa estatals
- Periodisme
- Recursos humans
- Sociologia
- Diplomàcia
- Administració pública
- Historiador

## Alguns objectes d'estudi

### Comportament polític
Les decisions polítiques que prenen els estats són el fruït, tot i que no sempre, de l'opinió pública com del comportament polític de la població. Analitzar-les comporta doncs estudis sobre el comportament electoral per tal de comprendre les opinions i els condicionants que porten a unes decisions i no pas unes altres. És igualment important comprendre com l'opinió pública influïx el govern i com el poder influïx sobre l'opinió pública. Aquesta exercix un cert control social que porta la població de forma racional o irracional a prendre decisions.
La ciència política troba doncs en tots aquests paradigmes una manera de comprendre l'activitat política com el comportament humà en col·lectiu. Quelcom que requerix l'usatge de la metodologia pròpia de les ciències socials, com ara la identificació dels actors socials, el seu estudi biogràfic i contextual, a més, si s'escau, de mètodes sociològics com ara enquestes i experiències reduïdes i reproduïbles en grau menor però representatives de la població total.

#### Decisió en política
La decisió en ciència política és el final del circuït. Es tractar de donar resposta a una problemàtica. A mesura que les societats sedentàries han anat creixent, la gestió dels béns públics i privats ha necessitat de decisions per respondre a problemàtiques derivades de l'escassetat en recursos. A les societats industrialitzades l'estat és el catalitzador de les demandes de la societat i per això és l'agent decisor.
Segons el règim, les decisions poden tenir diverses natures:
- necessitat de donar resposta a exigències de governs col·legials
- necessitat de donar resposta a necessitats socials

Aquest punt posa de manifest que l'estat viu en un entorn i com a tal les decisions que pren tenen una relació directa amb aquest entorn. Unes decisions que es prendran internament com externament però que tindran influència a dins com a fora de l'estat.
Les ciències polítiques analitzen doncs les decisions:
- internes
- externes

No només de l'estat però també del seu entorn perquè, com s'ha dit, el govern d'un estat no viu tot sol. L'aplicació de les decisions polítiques comporta una presa d'estratègies, que també són objecte d'estudi.
Decisions i estratègies, l'origen de les quals i el seu resultat, no deixaran mai d'estar vinculades a la cultura política que hi subjau, és a dir, al sistema polític: autoritari o democràtic. A les ciències polítiques aquests dos sistemes són doncs analitzats igualment segons les seues decisions i les seues estratègies i, finalment, com a bona ciència polític, l'anàlisi comporta tot sovint una identificació dels actors, així com del context.

#### Opinió pública

Logotip del programa Al Rojo Vivo de La Sexta, exemple de creador i orientador d'opinió, no pas d'informador.

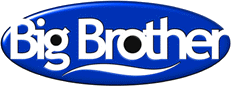
Logotip internacional del xou d'impacte Big Brother, exemple d'utilització mediàtica com a modelació de comportaments.

L'opinió pública són el conjunt de creences, discursos i percepcions dominants del poble d'un indret determinat sobre un assumpte. El concepte d'opinió pública és estudiat en ciències polítiques perquè és un condicionant per al desenvolupament de l'activitat política. En efecte, l'opinió pública hauria d'expressar els desigs, els punts de vista i les voluntats d'una comunitat. Els governs han de seguir-la directament per tal de poder adaptar les seues polítiques a les necessitats de la població.
Aquesta és una mirada normativa de l'opinió pública atès que es tracta d'un concepte que designa la capacitat de persuasió per part d'un col·lectiu sobre la resta de la població. És a dir, l'opinió pública també es construïx i les ciències polítiques tenen tot l'interès a analitzar-la per tal de comprendre com aquesta influïx sobre les decisions polítiques com sobre el comportament polític d'institucions i població.
L'opinió pública es vertebra de diferents formes:
- Escolarització
- Mèdia (mitjans de comunicació)
- Propaganda
- Força militar
- Tradicions

Existixen dos punts d'anàlisi sobre la influència dels mèdia en la població. La primera partix del fet que els mèdia són un agent socialitzador i a la vegada són una tecnologia que, com a tal, està concebuda per humans, els quals no poden desfer-se de les seues vivències. Sent així, els mèdia són un agent que canvia els comportaments i, normalment, de forma negativa i en profit del poder. És l'aproximació dita apocalíptica que pren especial rellevància a partir de la dècada dels 1960 del segle xx. Es posa tot sovint com a exemple il·lustratiu la violència de sèries, films o videojocs sobre la població. L'anàlisi veu una relació causa-efecte entre la violència als carrers i el visionatge d'aquests continguts.
Aquest anàlisi posa en relleu el fet que l'opinió pública es construïx des de la premsa mateixa. Els articles d'opinió o els debats televisius d'opinió no són més que formes d'orientar l'opinió de la població atès que per opinar cal estar informat i la població no sempre està informada i per això pren com a informació opinions d'altres. Alhora posa en evidència com s'utilitza la retòrica com a mètode de persuasió, no pas per opinar, més aviat per convèncer.
L'anàlisi més contemporani de l'opinió pública tendix a matisar la recerca apocalíptica i, malgrat reconèixer la capacitat d'influència de l'opinió pública com a concepte creat o construït, mira de relativitzar l'anàlisi dit apocalíptic per no portar a unes conclusions o resultats massa extremistes i, per tant, poc realistes.
En aquest sentit, les ciències socials, amb independència de la perspectiva de recerca, estudien l'opinió pública des de:
- El comunicador, aquell que produïx contingut
- El contingut, el discurs i contingut de qui produïx
- Els mitjans tècnics per arribar a comunicar; com ara el llenguatge televisió, radiofònic, etc
- El receptor, aquell que rep el missatge
- La influència que exercix sobre el receptor

Aquest mètode s'anomena paradigma de Lasswell i és la base sobre la qual s'analitza la comunicació en ciències polítiques. A aquest procediment de recerca i anàlisi, cal afegir-hi:
- la història del concepte d'opinió pública
- la història de la influència de l'opinió pública
- la història de la utilització de l'opinió pública

Així doncs tot reprenent la metodologia de les ciències socials, les ciències polítiques apliquen el context i la identificació dels actors socials dins el mètode de recerca.
Per tot això el concepte d'opinió pública es fa partir de la Il·lustració. De la mà del periodisme, que inicialment porta una tendència totalment política, a la França absolutista hi neix el periòdic com a eina per orientar a mode de propaganda la política de l'Estat. Amb les Llums, l'opinió pública servix per implantar el nou règim de democràcia liberal a través de la divulgació de les idees il·lustrades.

#### Comportament electoral
L'anàlisi del comportament electoral es deriva dels estudis sobre les democràcies com a sistemes polítics. Tenen sentit en tant que permeten comprendre la cultura política. Això implica treballs al voltant dels valors de la població, així com una anàlisi psicològica i antropològica de la persona com a individu i agent social.
Atès que els estats liberals, per exemple, són capitalistes, la condició social influïx en les preses de decisions. Alhora hi intervenen els valors i, en aquest punt, la sociologia demostra com l'ésser humà és gairebé per natura conservador en tant que, coneixedor de la realitat, conscient d'aquesta, emet desconfiança davant tot tipus de canvi que vinga a alterar l'statu quo. Aquest fet explicaria el vot de dretes. Així, la població tendiria a votar valors coneguts perquè no faria el pas cap a cap canvi de gran cas i, en aquest sentit, es podria dir que el vot de dretes no surt de la seva zona de confort. En oposició, tindríem el vot d'esquerra, no motivat per la por i, per tant, emprenedor, amb voluntat d'abandonar la zona de confort.
Aquest tipus d'anàlisi requerix per als politòlegs el context, és a dir, les circumstàncies del vot. Amb tot això els politòlegs miren de respondre a problemàtiques polítiques com ara el desencís vers la democràcia liberal, l'èxit de polítiques neoliberals, etc. És a dir, permet comprendre l'acció col·lectiva davant la gestió dels béns públics i privats dins un sistema polític, etc.
El comportament electoral és un tipus d'anàlisi força útil per comprendre l'acció, pervivència o caiguda de partits polítics, de grups de pressió o de moviments socials, entre d'altres.

### Institucions polítiques
Estat, nació i sistema polític, aquestes són les bases sobre les quals rau la construccions d'institucions polítiques actualment i les ciències socials, que volen donar compte d'una anàlisi positiva del comportament polític, així com de l'activitat política, es veuen necessàriament empeses a analitzar aquests tres conceptes que es materialitzen per a la resta d'agents socials tot al llarg de la seua experiència de vida.
L'estudi d'aquests tres elements partix d'un mètode propi a les ciències socials, és a dir, amb identificació dels agents participants, una esquematització i una comprensió de la biografia i context de cadascun dels elements que conformen i participen a la construcció de la nació, l'estat i el sistema.
Comporta, en aquest sentit, una anàlisi interna i externa, és a dir, de l'objecte com del subjecte, a més d'una revisió històrica. També implica comprendre les relacions de poder, les quals porten al camp de l'antropologia i la sociologia. Això vol significar que les ciències polítiques analitzen el comportament polític humà, és a dir, miren, observen antropològicament i sociològicament com es comporta l'ésser humà amb la col·lectivitat i psicològicament, de forma a comprendre per què aparixen les institucions polítiques subsegüents.

#### Estat

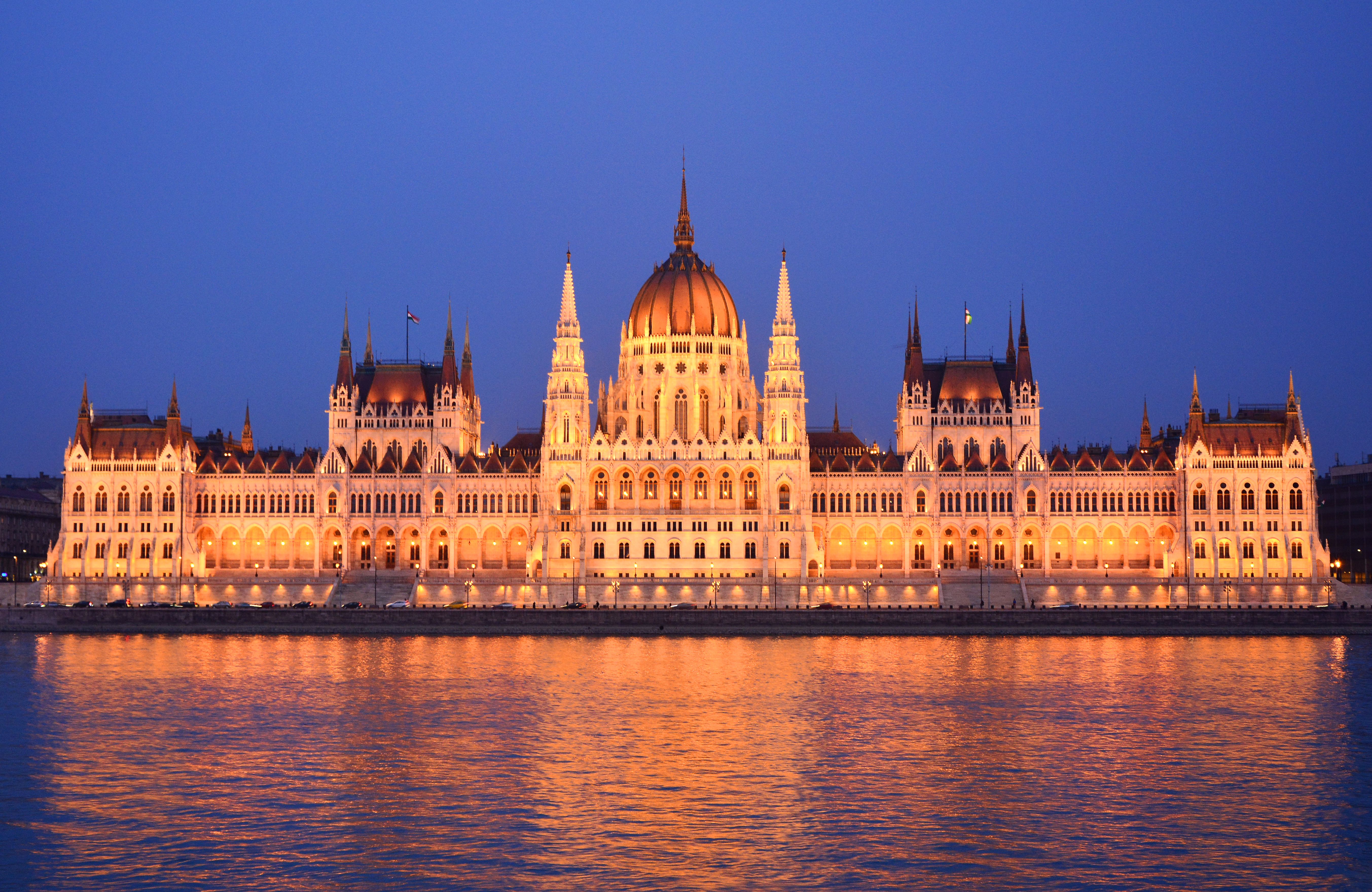
Parlament d'Hongria. Les institucions de l'estat acostumen a materialitzar-se en construccions monumentals.

L'estat modern és un territori delimitat políticament en geografia per unes fronteres i que posseeix una població permanent, un govern amb legitimitat per governar-hi sense subordinació a cap altre i una capacitat respectada d'entrar en relacions amb altres estats. Aquesta és una definició contemporània de l'estat perquè els estats no sempre han tingut el mateix aspecte i tampoc han existit sempre. Un exemple d'això són les ciutats estat gregues o mesopotàmies que malgrat poguem actualment assimilar-les a estructures d'estat, no són estats en termes contemporanis.
Les ciències polítiques estudien els estats des de tres punts o perspectives:
- l'evolució de l'estat com a idea
- l'evolució de l'estat a la història
- els trets característics de l'estat

Aquesta lectura obliga a fer una recerca comparada, a més d'introduir-hi altres disciplines per a l'anàlisi. També cal una anàlisi del funcionament de cada estat, sobretot amb la seua multiplicació a llarga carrera. Interessa, en aquest sentit, comprendre el mode de funcionament bé de les ciutats estat gregues, dels estats de l'antiga Xina, del Sacre Imperi Romà o de models contemporanis, com ara Suïssa, França o els Estats Units.
Per aquest darrer aspecte, es distingixen modes variats d'organització interna:
- confederació
- federació
- centralisme
- ciutat estat

Els politòlegs també presten atenció a les polítiques estatals sobre el territori intern com extern atès que això permet explicar amb més claredat els conflictes entre estats, dins l'estat o derivats de la decisió política.

#### Nació

Obra d'Eugène Delacroix, La liberté guidant le peuple. És l'una de les obres més utilitzades per il·lustrar el concepte de nacionalisme i nació.

El terme nació és un concepte de significat complex i múltiple que -breument- fa referència bàsicament al conjunt d'individus d'un marc legal concret o bé a un conjunt d'individus amb característiques culturals comunes en un espai geogràfic més o menys delimitat. El concepte de nació és objecte d'estudi per les ciències polítiques perquè a l'era contemporània és una font de conflictes i la seua complexitat necessita una anàlisi més aprofundida.
Per aquest motiu l'estudi a les ciències polítiques de la nació comporta:
- un estudi del concepte d'un punt de vista històric
- un estudi del concepte d'un punt de vista conceptual
- un estudi sobre les relacions entre estat, nació i població

L'estudi de la nació esdevé base per a les ciències polítiques perquè és la font de legitimació del poder a l'era contemporània. És la base sobre la qual gira tot el sistema heretat de la Revolució Francesa i Americana. Això permet una comprensió molt més detallada i explicativa de les relacions internacionals, així com de la influència que pot arribar a exercir el poder sobre els agents socials.

#### Sistema polític

El sistema polític segons en David Easton

El concepte de sistema polític prové de la modelització realitzada pel politòleg David Easton. Es tracta amb aquest concepte que neix a la dècada dels 1950 del segle xx de superar les dificultats d'anàlisi de la cultura política derivades d'una focalització massa virada cap a l'estat sense comprendre en consideració altres actors com poden ser la societat civil.
Segons que l'autor posa de manifest a The Political System besieged by the State (1981), el sistema polític és:
"aquelles interaccions i institucions socials mitjançant les quals una societat pren decisions que es consideren vinculants per a la major part dels seus membres la major part del temps" (1981: 305)
Aquest concepte de sistema polític permet ampliar la mirada i estudiar no només l'estat, sinó també la societat civil, l'economia, entre d'altres. Es tracta de tenir una identificació clara de tot allò que influïx en la cultura política d'un país.
En virtut d'això, el sistema polític s'estudia:
- segons la seua història
- segons el seu funcionament
- segons el concepte mateix

Tot aplicant el mètode científic propi a les ciències socials, la democràcia ha estat esquematitzada de la següent manera:
- Entrades

1. Entorn
2. Demandes socials

- Sistema polític

1. Govern
2. Decisions

- Eixides

1. Entorn
2. Noves demandes

Al mateix temps les ciències polítiques estudien els canvis de règims, és a dir, les mutacions i les dissolucions de sistemes polítics, així com l'establiment de nous sistemes polítics.
Segons el diccionari de l'Institut d'Estudis Catalans el sistema és el "conjunt d'elements materials, relacionats d'alguna manera entre ells o interdependents, que constituïxen un tot orgànic, subjecte generalment a determinades lleis". Això vol dir que el sistema polític és el conjunt d'elements que constituïxen entre ells un tot orgànic. Comporta doncs un estudi de la base d'aquest sistema: la nació, el poder i l'estat.

### Cultura política
La cultura política inclou l'estudi del comportament com de la pràctica política d'un estat. Per tant, l'una de les àrees d'estudi de les ciències polítiques són els sistemes i el comportament polític d'aquests sistemes.
A la història les comunitats humanes han trobat dos tipus de comportaments polítics, l'autoritari i el no autoritari, que després s'han traduït en sistemes polítics que els politòlegs han decidit catalogar en dos departaments o calaixos:
- les democràcies
- les dictadures

L'estudi d'aquests dos sistemes polítics comporta ben sovint anàlisis comparatius, contextuals i interns.

#### Democràcies
La democràcia és una forma d'organització de grups de persones, la característica principal de la qual és que la titularitat del poder residix en la totalitat dels seus membres, fent que la presa de decisions responga a la voluntat col·lectiva dels membres del grup.
A la història la democràcia neix a la Grècia antiga malgrat que algunes poblacions aborígens d'Amèrica del nord presenten igualment una forma organitzativa col·laborativa que així i tot no s'adequa totalment a la definició de democràcia tot i acostar-s'hi.
Les ciències polítiques analitzen les democràcies sota totes les seves perspectives i camps possibles: l'estructura, el poder, les institucions, la participació, la comportament polític, etc. El seu estudi també implica l'anàlisi del canvi de règims, cosa que permet comprendre amb més lucidesa l'origen del sistema democràtic així com les seues deficiències.
Tot atenent al tipus d'estudi que es realitza en ciències polítiques, podem modelitzar la democràcia per tipologies:
- Democràcia directa
- Democràcia indirecta
- Demarquia
- Sistemes mixts
  - Democràcia semi-directa
  - Democràcia participativa

En aquest sentit, la ciència política estudia igualment la història de la democràcia com a fet, així com la història de la idea de democràcia. I, en aquest sentit, ha de contribuir als debats al voltant de la democràcia, com ara democràcia i capitalisme, democràcia i participació, etc.

#### Dictadures
La dictadura és una forma de govern en la qual el poder es concentra entorn de la figura d'un sol individu (dictador), generalment a través de la consolidació d'un govern de facto, que es caracteritza per una absència de divisió de poders, una inclinació a exercitar arbitràriament el comandament en benefici de la minoria que la recolza, la inexistència de cap consentiment per part dels governats i la impossibilitat que a través d'un procediment institucionalitzat l'oposició arribi al poder.
D'acord amb això, la dictadura és un règim autoritari i les ciències polítiques l'estudien:
- els principis que la fonamenten
- la història del concepte i de la mateixa dictadura
- els canvis de règims i l'establiment i caiguda de les dictadures

Aquests camps d'estudi impliquen fer igualment un estudi comparatiu entre tipologies de dictadures, per tal de modelitzar-ne el comportament i, d'aquesta forma, comprendre millor la realitat i explicar-ho en termes més comprensibles. Podem enumerar-ne tot seguit els tipus:
- dictadures militars
- dictadures del partit únic
- dictadures personalistes
- dictadures monàrquiques

Ben sovint l'anàlisi de les dictadures porta a recorre a la religió per la naturalesa mateixa del sistema. Això vol dir que les dictadures empren un discurs de tipus mític amb què fan recaure el seu poder tou. Per tant, les ciències polítiques també analitzen la dictadura sota totes les perspectives possibles, com ara el comportament o la propaganda.

### Política comparada

Escut d'armes de la monarquia cambotjana. Els símbols d'estat provenen dels règims monàrquics, més concretament de les insígnies de famílies medievals.

La política comparada és un subcamp de les ciències polítiques, caracteritzada per una aproximació empírica basada en el "mètode comparatiu". De fet, la política comparada no té un focus substantiu en si mateixa, sinó més aviat un de metodològic: s'enfoca en el com, però no especifica el què de l'anàlisi.
La política comparada permet elaborar un esquema modelitzador amb què es pot comprendre la diversitat de sistemes polítics existents al món. Per exemple, el sistema polític de Luxemburg, Espanya i Andorra actuals presenten diverses divergències però totes fan recaure la seua naturalesa sobre un règim patriarcal i hereditari. Són les monarquies que es contraposen a les Repúbliques també per la seua naturalesa. I, malgrat això, trobaríem règims presidencialistes i no presidencialistes.
Una política comparada podria fer-se fins i tot entre Portugal i França, alhora que es podria fer política comparada entre Suïssa, Alemanya i els Estats Units en quant a l'organització territorial dels seus respectius règims polítics. Això permet esbossar una vista general del tipus de règims o sistemes polítics existents al món.
Enumerem-ne alguns:
- Monarquies
  - Constitucionalistes
  - Parlamentàries
  - Absolutistes

- Repúbliques
  - Presidencialistes
  - Parlamentàries

- Dictadures
  - Populars
  - Feixistes

Aquest llistat partix d'un punt de vista concret i per això cal tenir en consideració que se'n poden fer altres lectures:
- Règims autoritaris
  - Monarquies
  - Dictadures
  - Imperis

- Règims no autoritaris
  - Repúbliques de democràcia semi-directa
  - Repúbliques de democràcia liberal

## Focus històric sobre les ciències polítiques

### Història de les ciències polítiques

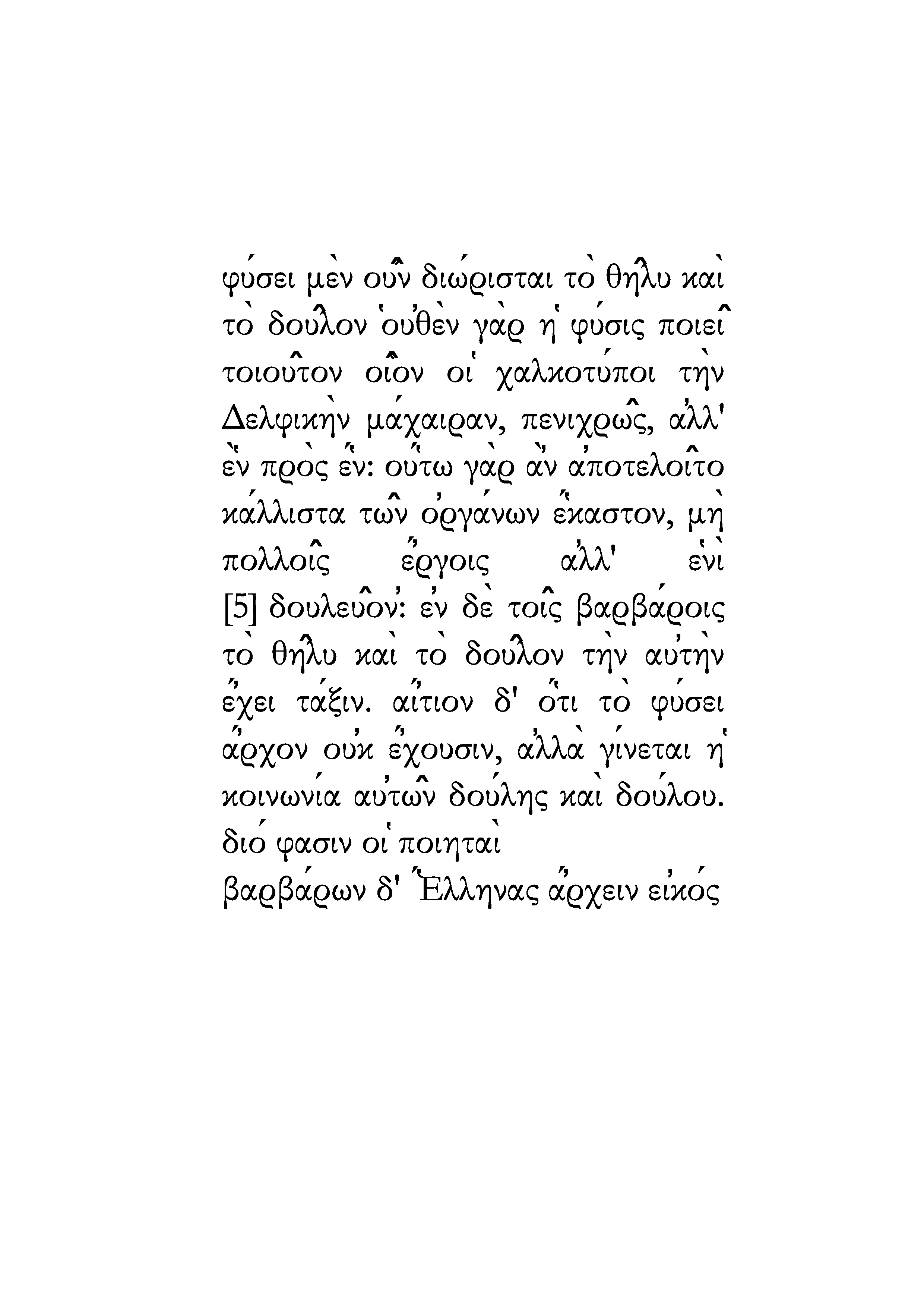
Fragment de la Política d'Aristòtil.

#### Antiguitat
La reflexió sobre la problemàtica política remunta als segles V i IV ane amb filòsofs com ara Plató (-427 a -347) i Aristòtil (-384 a -322) o a historiadors com ara Tucídides (-460 a -395) que comencen a teoritzar sobre afers de la ciutat, és a dir, sobre la política portada a terme a cada ciutat, fet que ens porta a la ciència del govern i la seua reflexió. A Grècia hi havia interès per conèixer la naturalesa de l'estat, els seus òrgans de control i les funcions que hi desenvolupen els ciutadans. També hi havia un gran interès a explicar els conflictes interns com externs de les ciutats estat gregues. Aquesta preocupació porta força intel·lectuals a redactar les primeres obres d'història, política, etc.
A l'Àsia, segons Pensée chinoise d'en Marcel Granet, la política estudiada data de les "escoles confucianes". L'administració pública xinesa és la més antiga de la història i comença tot just quan a Grècia s'hi explota el sistema de democràcia. En territori xinès, hi hagué durant el període dels regnes combatents un tràfec important d'erudits al servei de cada estat. Proposaven el seu model polític, és a dir, el seu sistema polític. Mà dreta dels sobirans, és d'aquests erudits que neixen els primers manuals prematurs de geopolítica i ciències polítiques. Podem posar el cas de Lao Tsé com a exemple malgrat que n'hi hagué molts més.
També, prematurament, podem destacar obres índies sobre política. És el cas de l'Arthashastra de Chanakya, escrita a la tercera centùria abans de la nostra era i on tenim l'un dels treballs en ciència política més antics del món. L'Arthashastra és un tractat de pensament polític on s'hi reflexiona sobre les relacions internacionals, les estratègies de guerra i polítiques fiscals.
Entre els uns i els altres, però, hi veiem dues dinàmiques. Mentre a Grècia hi tenim una pràctica científica, és a dir, de ciències polítiques, com ara interessar-se en el comportament polític, en descriure el sistema polític, etc, a la Xina hi veiem la ciència al servei del poder, fet que l'eximix de titllar-se de ciència política en termes contemporanis. Aquestes dues tendències s'aprecien fins hui. Mentre les ciències polítiques són una disciplina per a la comprensió de la gestió de bens i serveis públics com privats, el poder utilitza les ciències polítiques amb finalitats no científiques. A la història, la segona tendència ha estat majoritària i hui dia conviuen les dues.

#### Medieval
A l'edat mitjana occidental la ciència política com a disciplina no existix. Però això no vol pas dir que no s'hi practicara política. Època de fanatisme religiós, a Europa com al Llevant, la religió impregna les polítiques i el sistema polític. Les preocupacions generals de la població són més aviat espirituals malgrat que el poder les acompanya d'ideologia política.
A Europa, concretament, l'emperador i rei és la figura central des d'on vira tot el sistema. El règim de feudalitat posava en lloc unes dinàmiques tripartides i fragmentàries del poder que això no obstant reforçaren mirades molt polítiques. El poder feia servir els monestirs com a lloc de desenvolupament intel·lectual i els monjos foren doncs els encarregats de portar a terme la política dels reialmes europeus. L'Església catòlica utilitza de la unió entre estat i religió per garantir-se el control polític del poder per la qual cosa les ciències polítiques no ixen dels monestirs, oimés, són al servei del poder.
Cadascuna de les intencionalitats de l'Església catòlica sobre el poder són presentades en forma de preocupacions pràctiques. Es generava d'aquesta manera conflictes polítics recolzats per l'escolàstica que prenia moltes obres aristotèliques per assentar les seues justificacions. Així la reflexió política girava al voltant de la sobirania de l'estat i la seua separació o no de l'anomenada Jerusalem Terrestre. Reflexió visible en l'anomenada Querella de les investidures que afectà tímidament algunes parts d'Europa, però intensament el Sacre Imperi Romà.
L'agustianisme, en oposició al tomisme, impregnat d'aristotelisme, marcà el període. La síntesi escolàstica influencia aleshores tots els debats a l'Europa cristiana. Durant segles servixen de fonament filosòfic a tota discussió sobre la natura dels poders. Déu és el pretext de tot, tal com en deixa constància obres destacades però impregnades de fanatisme religiós, com ara les de Joan de Salisbury, Alexandre d'Hales o Sant Bonaventura. Autors com en Policraticus, en canvi, aborden la qüestió de la responsabilitat dels reis vers els súbdits tot i que la proposa seguix donant rellevància al predomini de Déu sobre la vida humana. Bonaventura, per la seua banda, mira de conciliar l'origen suposat diví dels reis amb el sistema electiu estamental de l'edat mitjana. Aleshores denunciava els perills d'un sistema polític hereditari i insistia en la idea que els caps elegits són generalment millors.
Excepció en la matèria, el filòsof català Ramon Llull, intel·lectual i poliglota, figura respectada actualment a les lletres occitanes i catalanes, presenta a l'Artificium electionis personarum i a De arte electionis, descripcions del sistema de vot que prefiguren les redescobertes il·lustrades del segle xviii. Nogaret, finalment, es presentà com un jurista precos al servi del rei francès i que qüestionava la no separació entre església i estat.
Vers el final de l'edat mitjana en Marsili de Pàdua, filòsof, metge, teòleg i escriptor nord italià, distingix per primer cop la moral religiosa i la moral política, de forma que posa les bases per una interpretació no teològica de la política. L'edat mitjana acaba doncs amb un pensament diferent d'eixe amb què havia començat. Les ciències polítiques seguixen sense conformar una disciplina a part i la problemàtica política ha girat sempre en la mateixa òrbita, però el pensament ha patit certa evolució en aquest aspecte.

#### Renaixement

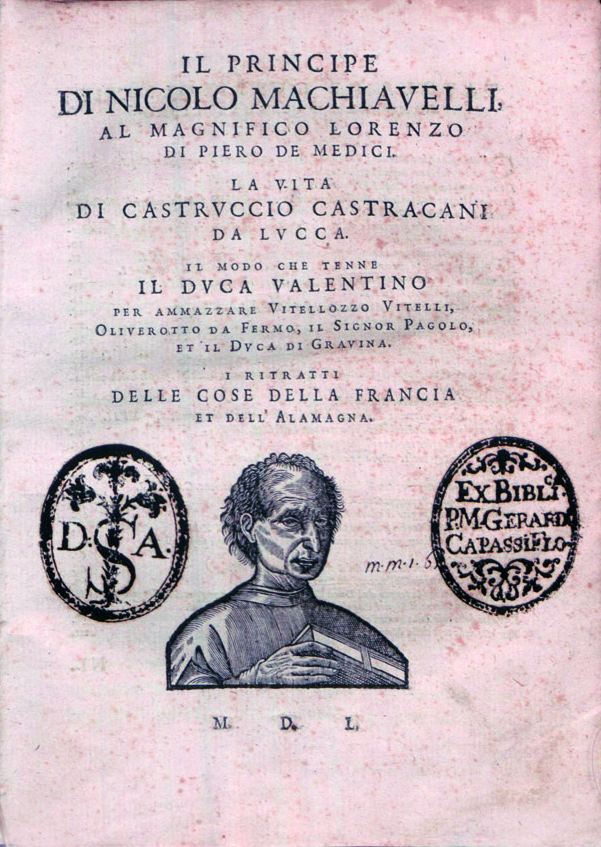
Portada dEl príncep de Maquiavel, base sobre de l'anomenada política pels mitjans, molt preuada als imperis britànic, hispànic i francès.

Maquiavel és considerat el model del pensament polític de la primera meitat de l'Edat moderna. El pensament teocràtic patix llavors un daltabaix i deixen lloc a una progressiva separació entre església i estat. L'estat es professionalitza amb un clar desenvolupament de la burocràcia. En retard en comparació al continent asiàtic, on la burocràcia s'ha desenvolupat espectacularment durant l'edat mitjana, a l'Edat moderna les ciències polítiques continuen sense interessar realment, tot i que tenim ja les primeres descripcions d'institucions així com una reflexió progressiva sobre el sistema que culmina a la Il·lustració.
En efecte, el maquiavel·lisme s'interessa essencialment per la tècnica i els mecanismes dels governs i la governança. Veu en la virtut i la religió mitjans per governar. Estudia més aviat els mitjans amb què el poder s'instaura i es conserva, en lloc de la qüestió de la legitimitat del poder, més pròpia de les Llums. La política és abordada com un art sota l'empremta maquiavèl·lica. El seu mèrit fou el d'abordar la política d'una forma pràctica en lloc de metafísica. La seua influència fou considerable en tant que permeté reprendre el gust per les ciències polítiques tal com s'havien iniciat a la Grècia clàssica, així com l'hàbit d'estudiar-les des del punt de vista històric.
Nombrosos pensadors de l'Edat moderna poden connectar-se a Maquiavel com a hereus directes o com a hereus dels mètodes maquiavèl·lics. En Francesco Guicciardini, en Paolo Paruta o en Giovanni Botero en són un exemple. Scioppius, Just Lipse, Fra Paolo, etc, en són continuadors. Fins a l'adveniment de la reflexió cartesiana, el pensament maquiavèl·lic esdevé d'influència major a Europa. El mateix cardinal Richelieu, responsable de l'incendi de més de la meitat d'Europa amb guerres capricioses i imperials, demostra haver-se impregnat i força del pensament maquiavèl·lic però, contràriament a la Grècia clàssica, la ciència és posada al servei del poder.
La introducció de la Reforma canvia la reflexió i, en lloc de descriure el manteniment del poder, Europa comença a debatre sobre la legitimitat del poder. A l'Àsia el desenvolupament imperial de la Xina amb una alta burocràcia depenent directament del poder, no permet el desplaçament del pensament polític. Les ciències polítiques tal com les percebem hui, són al servei del poder. No tenim, a cap de les bandes, cap disciplina de ciències polítiques, però sí una preocupació progressiva per l'activitat política, així com pel comportament polític. El poder fa ús de l'evolució del pensament polític per legitimar-se i assentar-se o mantenir-se.

#### L'absolutisme
L'absolutisme francès és al segle xvii en plena efervescència. L'Estat és una empresa. El rei posa les arts al seu servei com a mètode de propaganda. L'opinió pública es construïx per influenciar. Les guerres adopten totes un caire imperialista força pronunciat. El rei es nodrix d'erudits per assessorar-lo. Així Richelieu dibuixa les fronteres franceses a còpia d'una suposada teoria natural que no fa altra cosa que annexar-se territori aliè a benefici propi i en detriment de la resta d'Europa. França ha de ser obligatòriament el centre del món i aquesta política etnocèntrica canvia el paradigma de les ciències polítiques. Anglaterra es torna en rival directe de França atès que aquesta contesta i molt aquesta política doctrinària. La guerra lliurada entre l'un i l'altre, fan canviar el pensament polític i posen les bases per a les futures ciències polítiques.
Així, si l'art es posa al servei del poder, el pensament també. Hobbes, tutelat pel règim anglès, justifica l'existència de l'estat per una suposat caos natural de la societat humana si visquera en plena anarquia. I, en aquesta lectura, hi caminaren filòsofs com ara Descartes o Pascal. Spinoza acaba fins i tot avalant la necessitat d'un dret a la força, és a dir, a la coerció. L'estat ha d'encarnar llavors el rei i el rei l'estat. No es tracta d'arbitrarietat, sinó tot el contrari, si més no en la propaganda estatal. Per això mateix l'Institut de França, és a dir, les acadèmies franceses són creades amb l'objectiu d'assentar aquest discurs. La premsa es desenvolupa doncs amb molta força i ho fa amb la voluntat de persuadir de la suposada veritat d'aquest discurs.
L'estat absolutista practica doncs una posada en marxa del maquiavel·lisme. La ciències política és doncs practicada de facto però no teoritzada en forma de disciplina. Tenim clarament una empresa que aplica el coneixement en ciències polítiques a les ambicions del poder. Són les ciències polítiques abans de les ciències polítiques. S'utilitza l'opinió pública per mantenir el sistema.

#### La Il·lustració

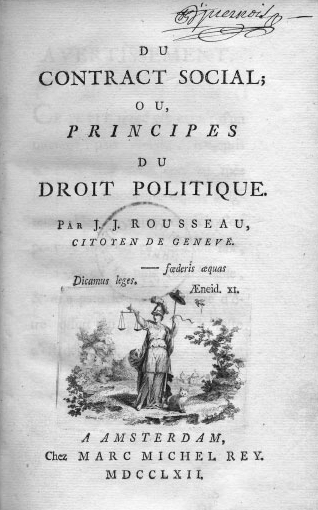
Portalda del Contracte social de Rousseau.

La Il·lustració qüestiona de cap a peus tot aquest entramat. Leibni concep l'estat com una gran societat l'objectiu de la qual és la seguretat comuna. Grotius i Puffendorff fan quelcom de similar amb l'associació entre dret i llei natural. A Anglaterra, com a contrapès a França, hi ha tot un desenvolupament d'idees democràtiques, és a dir, d'allò que posteriorment dona un vertader canvi de règim. Mercès a això, filòsofs de tota mena, reflexionen sobre el comportament polític, sobre el sistema polític, etc, la qual cosa implica una descripció en positiu del sistema polític, del comportament polític i de la pràctica política. Després de l'Edat Mitjan i de l'Edat Moderna, torna finalment la vessant grega de les ciències polítiques en tant que proposen una descripció de la política en positiu a pesar que servix progressivament per guanyar el poder i, per tant, la ciència torna a estar al servei del poder.
Així mateix a Anglaterra Milton esbossa els plans d'una república "autoritària", Harrington reflexiona sobre la utopia, i, finalment, Locke aporta un viratge de 360 graus. La seua influència fou considerable a França. Apareix el ciutadà, el contracte i la idea de l'esclavatge amb Rousseau. Propugna un poder no despòtic, base sobre la qual neix la Declaració de Drets Humans. Cal capdavall hi tenim una idea força il·lustrada, és a dir, la de la introducció de la moral i l'ètica en la política. Això és el que permet separar definitivament l'església de l'estat i de la ciència de l'estat i la religió.
Els pilars per la propaganda del règim absolutista francès, com ara la ciència, les arts o la comunicació, són emprats per crear opinió pública en favor de les idees il·lustrades. Això aporta les bases per a un nou règim escalfat des de dalt però implantat amb la força del poble menut. Montesquieu, per exemple, notable aristòcrata, posa les bases per a la separació de poders mentre que l'empirisme britànic permet separar la ideologia de la ciència. Tot aquest batibull d'idees es materialitza amb les Revolucions francesa i americana.
De mica en mica, doncs, el coneixement es codifica i s'especialitza. En conseqüència, el saber és dividit en ciències naturals i de l'esperit. Dins d'aquestes, l'especialització s'accentua: biologia, matemàtiques, història, etc. És d'aquesta manera que neixen les ciències polítiques com a disciplina.

#### Segle XIX
Les ciències polítiques apareixen com a disciplina a banda al segle XIX. Tenen tot un llegat experimental, que ens porta des de l'edat mitjana fins a l'Edat Moderna i la Il·lustració. Però ara, en consonància amb la Revolució Industrial i la seua dinàmica ideològica de la divisió del treball (A. Smith: 1776), la ciència s'especialitza i es codifica. Tot i això, actualment hi ha qui vol veure en Maquiavel el naixement de les ciències polítiques com a disciplina en tant que el seu manual és d'ús pràctic per als governants. És a dir, Maquiavel fa una descripció en positiu del mode de funcionament del sistema contemporani i, més tard, Richelieu, per exemple, reprèn el manual per aplicar-ho a la tecnologia. Aquesta lectura permet dir que Maquiavel proposà la primera pràctica realment de ciència política.
Si amb la Il·lustració teníem un retorn a la ciència política concebuda com a construcció en positiu del coneixement polític, la Revolució Francesa torna la ciència política al camp del poder i, durant tot el segle XIX, conseqüentment, tenim una gran elaboració d'ideologies que assenten el seu discurs en les ciències polítiques.
Enumerem-ne algunes:
- antiliberalisme
- liberalisme
- positivisme
- socialisme

Tanmateix, al Regne Unit, els estudis en política que augmenten, decidixen diferencia les ciències polítiques, en plural, de la ciència política, en singular. Altrament dit, s'hi fa una distinció clara del comportament polític de la pràctica polític amb l'objectiu de començar a abordar la política amb mètode científic. És així doncs que les ciències polítiques adquirixen grau de ciència. D'ací, seguint el context històric, és a dir, de la batalla per l'adquisició del poder, les ciències polítiques es ramifiquen i són utilitzades, un cop fet l'anàlisi positivista, per la tecnologia amb l'objectiu d'assentar nous poders i la nova burgesia que s'apodera progressivament de l'estat.
La sociologia, mercès a Max Weberm, aporta una anàlisi antropològica de la societat amb què després les ciències polítiques poden analitzar millor el sistema polític i, així doncs, modealitzar de forma comprensible l'activitat política humana. Política, economia i sociologia es dividixen d'aquesta forma en camps diferenciats.

#### Segle XX
Segons en Pierre Favre hi ha tres condicionals per veure emergir les ciències polítiques al segle xx:
1 - L'especialització del coneixement:
- la divisió entre economia i política el 1776
- la separació de la mora, de la religió, de l'estat i de la ciència
- diferenciació entre estat i societat civil mercès a Hegel
2 - La construcció d'una administració moderna amb la Revolució Industrial
3 - L'aparició del sufragi universal una mica a tot arreu perquè fa participar la societat civil
També cal afegir-hi a aquestes explicacions la voluntat, sempre francòfona, d'utilitzar les ciències com una manera d'explicar més comprensiblement i de forma més amena a la població el sistema. Un ús que no està exempt, tot i això, d'ideologies.
El desgavell que produïx la Primera Guerra Mundial precipita els imperis europeus a l'abisme, si més no una part d'aquest perquè França com el Regne Unit seguixen aspirant durant el segle xx a ser els únics imperis existents. Però, en canvi, la realitat es desplaça cap als Estats Units. Allà el desenvolupament d'un país que fa recaure la seua legitimitat d'existència sobre l'extermini de poblacions autòctones, utilitza la ciència i les arts per tornar-se en una la nova potència del segle xx i, mercès a això, hi tenim un nou escenari de bullició científica que dona una gran empenta a les ciències polítiques.
Refugiats alemanys, britànics, italians o austríacs als Estats Units, hi treballen d'una altra manera les ciències polítiques. Seymou Martin Lipset o en Reinhard Bendix, per exemple, estratifiquen la societat, etc. Les ciències polítiques abandonen progressivament l'etnocentrisme i s'institucionalitza la disciplina. Més científica, les ciències polítiques renoven l'aproximació teòrica, sociològica, administrativa i s'implanta les relacions internacionals.
Les universitats, sobretot al camp del dret, institucionalitzen la disciplina i neix una controvèrsia que la qüestiona:
- Claude Bufnoi considera que és una branca del dret
- Boutmy considera que es fonamenta en la història i no en el dret, la concep con una ciència

Així doncs la disciplina ateny maduresa amb la seua pròpia crítica.
A les universitats les ciències polítiques substituïxen la geopolítica que s'abandona després de la Segona Guerra Mundial per haver-se utilitzat com a mètode de propaganda i guerra. Així els estudis estratègics es deixen en altres mans. Institucionalitzada i portada al camp de la ciència, abandona l'estat com a element giratori de l'anàlisi. Tot plegat contribuïx a la seua crítica, a una ampliació de perspectives i a una gran difusió als mèdia.
Finalment, s'expandix a tot el planeta, si més no als règims de democràcia liberal perquè als règims autoritaris, la ciència política hi continua al servei del poder i exclusivament dins el cercle de poder.

### Escoles de la ciència política
Les ciències polítiques presenten dues escoles de pensament:
- la conductista
- la racionalista

El conductisme, mot que deriva de l'anglès comportament, sorgix a mitjan segle XX com a resposta a una ciència política massa ideologitzada i poc metòdica. El conductisme mirà d'estudiar el comportament polític i d'introduir el mètode científic a les ciències polítiques. Es tracta d'una reacció al mentalisme i, de fet, apareix dins el camp de la psicologia de la mà de figures com ara John Broadus Watson.
El racionalisme, en canvi, és anterior al conductisme i introduïx una lectura més àmplia i més antropològica a les ciències socials. Partix del principi que l'ésser humà actua per egoisme i que l'egoisme de tots aconseguix un benefici general si és orientat cap a aquesta finalitat. Aquest tipus de raonament ix de l'economia per instal·lar-se a les ciències socials i, en aquest aspecte, permet una mirada molt més àmplia de forma que les ciències polítiques abandones una lectura massa focalitzada en l'estat per obrir-se a agents influents.

## Focus crític sobre les ciències polítiques
Les ciències polítiques no són considerades per tothom com a ciència. Existix tot un debat al voltant de la cientificitat de les ciències polítiques. I, aquest, és un debat força extensible a totes les ciències toves. Es diferencien justament per la seu mètode científic que no contempla la introducció de cap procediment i procés empíric, la qual cosa permet rebutjar les ciències polítiques, per exemple, com a ciència.
Aquest criteri, pel que fa a les ciències polítiques, es recolza en diversos arguments:
- l'aplicació de les ciències polítiques al màrqueting, a l'empresa o a la política les treu de la ciència
- és una disciplina al servei del poder[15]
- les ciències polítiques estan contaminades irrecuperablement per la ideologia i el context social que envola els politòlegs

Per tot això, molts crítics consideren que les ciències polítiques són una eina tècnica, no pas una ciència. No té la capacitat d'adquirir coneixement.
La veu favorable a veure una ciència a les ciències polítiques és relativista. Pensa que simplement les ciències polítiques, com totes les ciències toves, no han trobar encara el seu Isac Newton però això no els eximix de ser ciències en tant que es pregunten per la realitat i miren de problematitzar-la de la manera més realista i fiable possible.
Aquest criteri, pel que fa a les ciències polítiques, es recolze en diversos arguments:
- les ciències polítiques observen
- les ciències polítiques fan recerca qualitativa i quantitativa
- les ciències polítiques introduïxen falsables
- les ciències polítiques produïxen resultats que poden ser repetits i rebatuts

Amb aquests arguments, els politòlegs diferencien les ciències polítiques, que és una anàlisi en positiu de la política, de la pràctica que en puga fer la tecnologia al servei del poder. Per això mateix es nega que les ciències polítiques no siguen un coneixement com la física, la química o la biologia.